# 紀元前169年
紀元前169年（きげんぜん169ねん）は、ローマ暦の年である。皇紀491年。

## 他の紀年法
- 干支 : 壬申
- 日本
  - 孝元天皇46年
  - 皇紀492年
- 中国
  - 前漢 : 文帝11年
- 朝鮮
  - 檀紀2165年
- 仏滅紀元 : 376年
- ユダヤ暦 : 3592年 - 3593年

## できごと

### ギリシア
- ペルセウス率いるマケドニア王国軍が、執政官クィントゥス・マルキウス・フィリップス率いるローマ軍をテンペ付近で釘付けにする。しかし、マケドニアはその戦術上の優位を活かすことができなかった。
- 全ギリシア世界にとっての脅威となりつつあったローマに対抗するため、ペルセウスがセレウコス朝のアンティオコス4世に連携を持ちかけたが、アンティオコス4世は回答を与えなかった。

### ローマ
- マルクス・ポルキウス・カトー・ケンソリウスの支援を受けた護民官Quintus Voconius SaxaによってLex Voconia法が施行された。この法律は、10万セステルティウス以上の財産を持つ者に対して、女性を相続人にすることを禁じた。

## 死去
- エンニウス：ローマの作家、詩人（紀元前239年生）